# 益陽公主
益阳长公主（?—?），东汉蠡吾侯刘翼之女，汉桓帝之妹，封为益阳长公主。益阳长公主嫁给了寇氏子弟，名字不详。是开国功臣寇恂的玄孙，寇荣的从兄子（堂侄，堂兄弟的儿子）。公元152年出席孝崇皇后的葬禮。